# Émile Biayenda (batteur)
Pour l’article homonyme, voir Émile Biayenda.
Jean-Émile Biayenda, dit Goldfinger (né le 5 mai 1965 à Brazzaville), est un percussionniste de jazz congolais.

## Biographie
Contre la volonté de son père, Biayenda se consacre à jouer de la batterie traditionnelle de son pays natal et des percussions modernes à l'adolescence, faisant une tournée à Brazzaville pour la première fois en 1982. Dans les années suivantes, il perfectionne sa technique instrumentale à Porto Negre.
En 1986, il revient à Brazzaville où il se tourne vers le jazz et fait quelques collaborations avec Ziggy Marley, Alvin Queen et Francis Lassus qui l'invite à un festival en France, suivi d'autres concerts. À la fin des années 1980, il étudie intensivement l'art du tambour de diverses tribus du Congo.
En 1991, Biayenda dirige un atelier de percussions à Brazzaville, qui devient un groupe permanent, les Tambours di Brazza, produit avec grand succès à Brazzaville au cours de deux années consécutives, tenant une première tournée internationale en Afrique australe puis au festival des arts d'Abidjan, en Côte d'Ivoire, par où le groupe reçoit des invitations pour l'Europe et l'Amérique.
En 1994, il se produit pour la première fois avec les Tambours de Brazza lors d'un festival de danse et de tambours à Paris ; et depuis, le groupe tourne presque sans arrêt,,.

## Discographie
- 1994 : Les Tambours de Brazza : Congo Drums
- 2000 : Les Tambours de Brazza : Zangoula
- 2002 : Wendo Kolosoy : Amba
- 2002 : Groupe Rumbanella : El Congo : Rumba congolaise
- 2003 : Benoît Delbecq Unité : Phonétique
- 2004 : Les Tambours de Brazza : Tandala
- 2006 : Rejeri : Sofera
- 2006-2007 : Mounira Mitchala : Talou Lena
- 2007 : Malouma : Nour
- 2008 : Wendo Kolosoy : Le meilleur de la rumba congolaise
- 2008 : Les Tambours de Brazza : Brazza
- 2008 : Benoît Delbecq : Le sixième saut avec Jean-Jacques Avenel